# سرگذشت کشتی اسنارک
سرگذشت کشتی اسنارک (انگلیسی: The Cruise of the Snark) کتابی اثر جک لندن است.

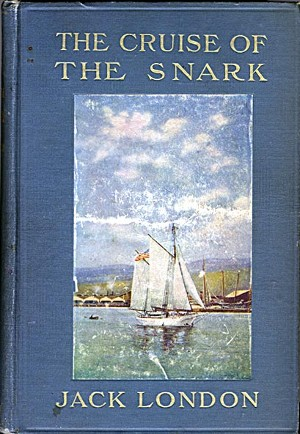
جلد اول انتشار کتاب

این کتاب در سال ۱۹۱۱ توسط انتشارات مکمیلن در ایالات متحده آمریکا منتشر شده‌است. جک لندن در سال ۱۹۰۷ به همراه همسرش چارمین و یک خدمه به وسیله کشتی به جزایر سلیمان و هاوایی سفر کرد و یادداشت‌ها و عکس‌های خود را از مکان‌های دور افتاده که به آنجا رفته بود منتشر کرد.

## مکان‌های بازدید شده در سفر

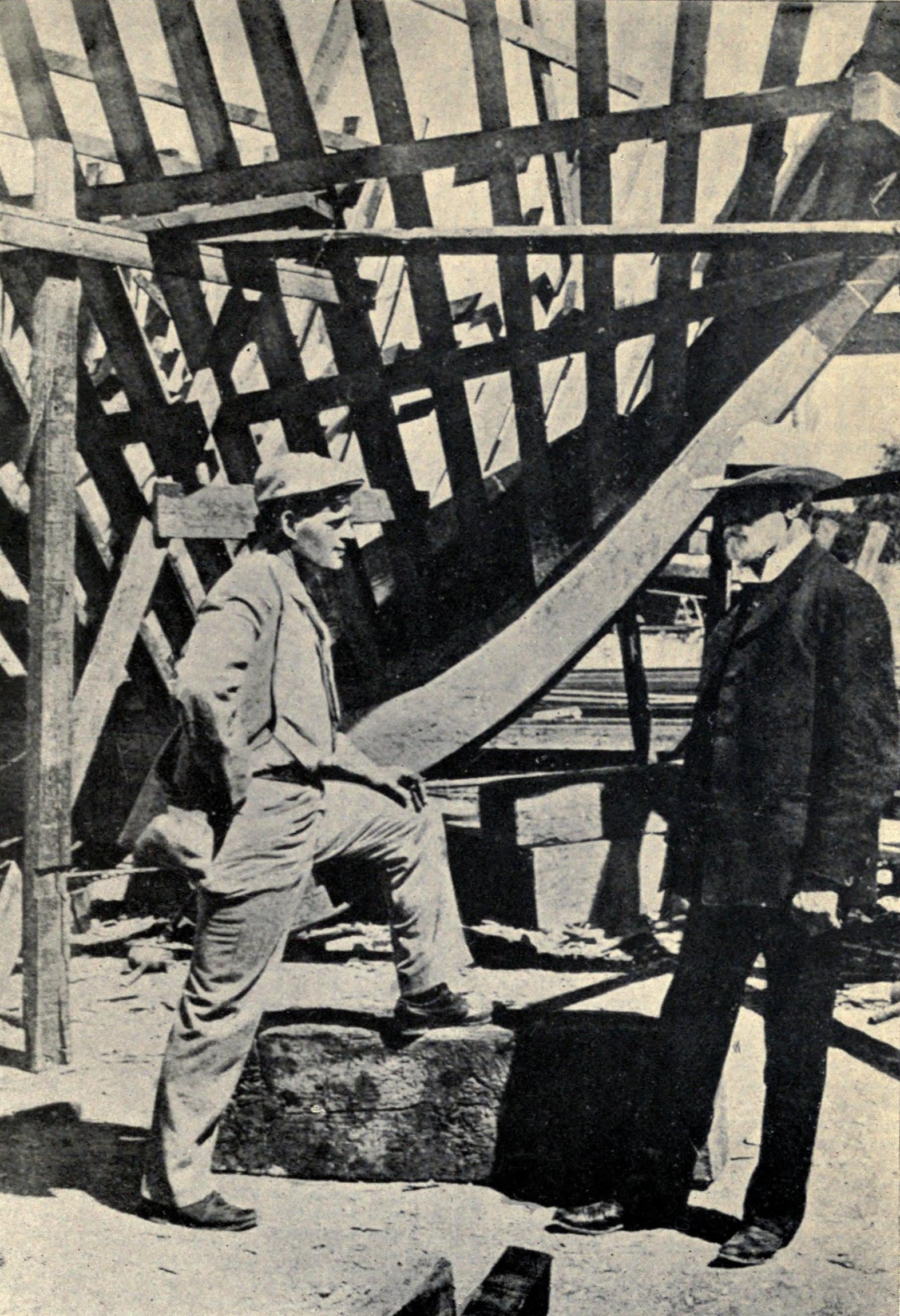
جک لندن در حال ساخت کشتی اسنارک، ۱۹۰۶

- سفر از سان فرانسیسکو در ۲۳ آوریل ۱۹۰۷ آغاز شد.
- هاوایی، مشاهده جذام در مولوکای و سفر با اسب در مائوئی اطراف هالئاکالا تا هانا.
- جزایر مارکیز شامل Taiohee
- تاهیتی شامل پاپیته و جزایر Raiatea,
- بورا بورا
- فیجی
- ساموآ
- جزایر سلیمان، مالائیتا، Langa Langa Lagoon, Laulasi Island
- استرالیا